# Globus (Fernsehsendung)
Globus war ein TV-Wissenschaftsmagazin, das zwischen 1982 und 2002 im Ersten lief. Die Sendung wurde 1981 von Alfred Thorwarth kreiert und von den einzelnen ARD-Sendeanstalten mit unterschiedlichen Moderatoren und auch inhaltlichem Konzept produziert. 
Zwischen 1982 und 1993 hatte das Magazin seinen Sendeplatz am späten Sonntagnachmittag vor dem Weltspiegel. Über viele Jahre lief die Umweltsendung abwechselnd mit dem Wissenschaftsmagazin Bilder aus der Wissenschaft, das im März 1992 mit der letzten Folge ausgestrahlt wurde. Die beiden Sendungen wurden seitdem zu GLOBUS zusammengeführt und abwechselnd als GLOBUS – Forschung und Technik und GLOBUS – Umwelt alle vier Wochen dienstags um 21:30 Uhr in der ARD gezeigt. In den Jahren 1993 bis 2000 zeichnete im Westdeutschen Rundfunk der Redakteur Jean Pütz für GLOBUS – Forschung und Technik verantwortlich.
Ab 1993 wechselte die Sendung auf den Dienstagabend und wurde alle zwei Wochen um 21:30 Uhr ausgestrahlt. Im April 2000 erfolgte die letzte Umstellung: Globus sendete wieder im wöchentlichen Turnus am Mittwochabend. Mit Hartmut Stumpf und Ranga Yogeshwar gab es wieder zwei Moderatoren, die sich abwechselten. 2002 wurde die Sendung wegen mangelnden Zuschauerinteresses abgesetzt.
Ab dem 7. Mai 2003 ging das Nachfolgemagazin W wie Wissen auf Sendung, das von Ursula Heller moderiert wird und anfangs am Mittwoch um 21:45 Uhr im Ersten lief. Seit Anfang 2006 wird die Sendung sonntags um 17:03 Uhr ausgestrahlt.